# District de Jammu
Le district de Jammu  (ourdou : ضلع جموں) est un district  du territoire du Jammu-et-Cachemire, en Inde.

## Géographie
Au recensement de 2011, sa population est de 1 529 958 habitants pour une superficie de 2 342 km2. Son chef-lieu est la ville de Jammu.